# Окнянська селищна територіальна громада
Окнянська селищна територіальна громада — територіальна громада в Україні, у Подільському районі Одеської області, створена 10 лютого 2018 року в рамках адміністративно-територіальної реформи 2015—2020 років.

Площа громади — 779,2 км², населення — 15 960 мешканців (2018).
Громада утворена в результаті об'єднання Окнянської селищної ради із Антонівською, Гулянською, Довжанською, Дубівською, Малаївською, Маяківською, Новосамарською, Римарівською, Ставрівською, Топалівською, сільськими радами.
Перші вибори відбулися 29 квітня 2018 року.
17 липня 2020 року до громади було приєднано: Гавиноську, Федосіївську, Цеханівську та Чорнянську сільську раду (згідно з Розпорядженням КМУ від 12 червня 2020 року) — таким чином до громади увійшли усі сільські ради колишнього Окнянського району.

Населення громади становить 19 606 осіб (2020), адміністративний центр — селище Окни.

## Склад громади
До громади входить 3 селища (Новий Орач, Окни і Орлівка) і 52 села:
- Антонівка
- Артирівка
- Будаївці
- Василівка
- Вижине
- Володимирівка
- Волярка
- Гавиноси
- Галочі
- Горячівка
- Гулянка
- Дем'янівка
- Дігори
- Дністровець (незаселене з першої половини 2010-х років)
- Довжанка
- Дубове
- Іванівка
- Ілля
- Калістратівка
- Левантівка
- Малаївці
- Маяки
- Нагірне
- Нестерове
- Нова Волярка
- Новокрасне
- Новомихайлівка
- Новорозівка
- Новосамарка
- Новосеменівка
- Одаї
- Олександрівка
- Омелянівка
- Орлівське
- Платонове
- Римарівка
- Розівка
- Сагайдак
- Садове
- Самарка
- Ставрове
- Степанівка
- Топали
- Тригради
- Улянівка
- Унтилівка
- Федорівка (Гулянський старостинський округ)
- Федорівка (Ставрівський старостинський округ)
- Федосіївка
- Флора
- Цеханівка
- Чорна